# Bilhó
Bilhó is een plaats (freguesia) in de Portugese gemeente Mondim de Basto en telt 763 inwoners (2001).